# Furtei
Furtei település Olaszországban, Szardínia régióban, Medio Campidano megyében. Lakosainak száma 1513 fő (2023. január 1.). Furtei Sanluri, Segariu, Serrenti, Guasila, Samassi és Villamar községekkel határos.

## Népesség
A település lakossága az elmúlt években az alábbi módon változott:
| Lakosok száma | 1626 | 1633 | 1513 |
|               | 2017 | 2018 | 2023 |